# Карбониле (Фиренца)
Карбониле је насеље у Италији у округу Фиренца, региону Тоскана.
Према процени из 2011. у насељу је живело 370 становника. Насеље се налази на надморској висини од 159 м.